# Rangbescheinigung
Die Rangbescheinigung (auch Rangattest, Notarbestätigung oder Ranggarantie) ist im Bankwesen bei der Bestellung von Grundpfandrechten als Kreditsicherheit die Bescheinigung eines Notars gegenüber einem Kreditinstitut, dass einer ranggerechten Eintragung eines Grundpfandrechts zu Gunsten des Kreditinstitutes nichts entgegensteht.

## Allgemeines
In den Kreditverträgen wird manchmal von den Kreditinstituten als Kreditsicherheit die Eintragung eines Grundpfandrechts (Grundschuld, Hypothek) mit dem Kreditnehmer vereinbart. Die Eintragung ist im Regelfall eine Auszahlungsvoraussetzung, so dass die Auszahlung des Kredits erst bei nachgewiesener Eintragung des Grundpfandrechts im Grundbuch erfolgen kann. Da die Eintragung beim Grundbuchamt einige Zeit in Anspruch nehmen kann, überbrückt die Rangbescheinigung diese Zeitspanne, weil sie von den Kreditinstituten einer Eintragung gleichgestellt wird und deshalb die Auszahlung bereits mit Übergabe der Rangbescheinigung an die Bank stattfinden kann. Die notarielle Rangbestätigung dient mithin dem Zweck, die Auszahlung des durch das Grundpfandrecht zu sichernden Kredits bereits vor der Eintragung des Grundpfandrechts zu ermöglichen.
Rangbescheinigungen kommen bei allen Kreditgeschäften vor, die durch Grundpfandrechte besichert werden und bei denen die Auszahlung bereits vor der Eintragung der Grundpfandrechte erfolgen soll. Hierzu gehören insbesondere die Immobilienfinanzierung, Hypothekendarlehen, Investitionskredite oder Konsumkredite.

## Inhalt
Der mit der Eintragung befasste Notar prüft vor Erteilung seiner Rangbescheinigung beim Grundbuchamt durch Einsicht in das betreffende Grundbuch und die Grundakten sorgfältig die aktuelle Grundbuchlage, um die Grundlagen für die Ausstellung seiner Bescheinigung abschätzen zu können. Insbesondere ist von ihm zu prüfen, ob neben den zur Lastenfreistellung erforderlichen Löschungsbewilligungen bei Briefgrundschulden auch die Grundpfandbriefe vorliegen. In der Rangbescheinigung bestätigt er dem Kreditinstitut, dass er den Antrag auf Eintragung des Grundpfandrechts beim Grundbuchamt eingereicht hat und dass das Grundpfandrecht die vereinbarte Rangstelle im Grundbuch erhalten wird. Der Notar gewährleistet damit die ranggerechte Besicherung von Krediten.

## Form
Obwohl gesetzlich nicht geregelt, kann der Notar zur Identifizierung des Ausstellers Rangbescheinigungen mit Siegel versehen. Dadurch werden sie jedoch nicht zu öffentlichen Urkunden, sondern bleiben Privaturkunden des Notars und entfalten keinen Urkundencharakter. Die Rangbescheinigung stellt eine rechtsgutachterliche selbständige Beratungstätigkeit im Sinne des § 24 Abs. 1 Satz 1 BNotO dar und gilt bei Kreditinstituten als wichtige Beleihungsunterlage. Nach § 122 Gerichts- und Notarkostengesetz ist der Geschäftswert einer Rangbescheinigung der Wert des beantragten Rechts. Ihre Gebühren liegen beim 0,3-fachen der Gebühr für die Beurkundung der Grundpfandbestellung.

## Haftung
Die Kreditinstitute stellen die Rangbescheinigung auf eine Stufe mit der späteren Grundbucheintragung, weil Notare aus fehlerhafter Rangbescheinigung haften, sollte die in der Rangbescheinigung ausbedungene Rangstelle später bei der Eintragung nicht erreicht werden. Wichtig hierbei ist, dass die Rangbescheinigung an die begünstigte Bank adressiert ist. Gibt der Notar eine der Rechtslage nicht entsprechende notarielle Bestätigung ab, dann haftet er nach § 19 Abs. 1 Satz 1 BNotO wegen schuldhafter Amtspflichtverletzung (Amtshaftung). Der haftende Notar hat dabei die geschädigte Bank so zu stellen, wie diese stünde, wenn sie das Darlehen nicht ausgezahlt hätte. Der Notar hat den Schaden zu ersetzen, der der Bank dadurch noch entstehen wird, dass die zu ihren Gunsten im Grundbuch eingetragene Grundschuld nicht den vorgesehenen Rang erhalten hat.